# Svenstrup (Sønderborg Kommune)
Svenstrup (dt. Schwenstrup) ist ein Ort mit 615 Einwohnern in der süddänischen Sønderborg Kommune und zugleich größter Ort des Svenstrup Sogn auf der Insel Als (dt. Alsen). Svenstrup liegt ungefähr 7 km südöstlich von Nordborg und 19 km nördlich von Sønderborg.

## Name
Der erstmals am 14. Februar 1431 als Swenstorppe erwähnte Ortsname besteht aus dem altdänischen Männernamen Swen und der Ortsnamen-Endung -trup; damit bedeutet er so viel wie „bäuerliche Siedlung des Swen“.

## Sehenswürdigkeiten
In Svenstrup befindet sich die in gotischer Zeit gebaute Svenstrup Kirke. Im Ort gibt es einen Wiedervereinigungsstein (dän. Genforeningssten), der an die Wiedervereinigung Nordschleswigs mit Dänemark 1920 erinnert. Er wurde 1930 errichtet.